# Kedia d'Idjil
Le Kedia d'Idjil (ou Kediet ej Jill) est une montagne située au nord de la Mauritanie, à proximité de la frontière orientale du territoire disputé du Sahara occidental, dans la région (wilaya) du Tiris Zemmour. C'est le point culminant du pays.
Son altitude maximale est de 917 m et les précipitations annuelles sont de 63 mm. Sa couleur est un bleu gris intense et est due aux oxydes de fer, notamment la magnétite. Elle est connue depuis fort longtemps et l'exploitation du minerai de fer a été envisagée dès les années 1930 par l'administration française (la Mauritanie faisait partie de l'Afrique-Occidentale française). La Seconde Guerre mondiale l'en a empêchée. Ce massif a été exploité dès 1962 pour ses ressources en fer par la MIFERMA (Société des mines de fer de Mauritanie), nationalisée en 1974.  L'exploitation passa à la société SNIM (Société nationale industrielle et minière). Une ligne ferroviaire de plus 680 km a été construite du port minéralier de Nouadhibou (point central) à Zouerate pour le train qui transporte le minerai et qui sera ensuite envoyé par bateau vers les pays riches.
La Kedia comporte quelques gueltas. Lors de fortes pluies, ce sont de vraies cascades qui les remplissent et transforment le désert environnant en faisant reverdir les arbres (acacias épineux), pousser l'herbe et faire ressurgir quelques animaux. Le champ magnétique terrestre est perturbé par les gisements de minerai de fer, ce qui permet de les repérer. Le paysage environnant est un glacis bleu gris suivi d'une plaine sableuse ponctuée de guelbs (collines en hassanya). Ces plaines dunaires (ergs) se nomment Agamoun au nord, Azefal, Hammami et Hachya au sud (carte IGN Port Etienne NF28, 1961).
La ligne de chemin de fer a été prolongée d'une cinquantaine de kilomètres de Fderîck au Mahoudat dans le cadre de l'exploitation des guelbs environnants. Elle le sera encore avec l'exploitation des « pélettes » du Guelb El Aïouj, à côté de la Sebkha d'Idjil (étendue de sel, exploitée, située à l'ouest).
Les mines qui y sont exploitées sont celles de Tazadit, Rouessa, F'Dérick et récemment TO14, proche de Tazadit.